# Fuscus
Fuscus is een geslacht van wantsen uit de familie van de Miridae (Blindwantsen). Het geslacht werd voor het eerst wetenschappelijk beschreven door Distant in 1884.

## Soorten
Het genus bevat de volgende soorten:

- Fuscus crinitus Distant, 1884
- Fuscus faecatus S. Scudder, 1890